# Tàtar de Crimea
|  | Aquest article tracta sobre la llengua turquesa. Si cerqueu l'ètnia de parla turquesa, vegeu «Tàtars de Crimea». |

El tàtar de Crimea (Qırımtatar tili, Qırım tili) és una llengua turquesa parlada per gairebé mig milió de persones tant a Crimea com a l'Uzbekistan, Turquia, Romania i Bulgària. També es coneix com a crimeà (Qırımca) i turc de Crimea (Qırım Türkçesi). S'escriu amb caràcters llatins.
No s'ha de confondre amb el tàtar del Volga, parlat en altres regions, ni tampoc amb el krymtxak, parlat a Crimea, un idioma en perill d'extinció, ni amb el karaïm, un idioma de Crimea en greu perill d'extinció.

## Nombre de parlants
Avui hi ha potser uns 300.000 parlants de la llengua. Fins al 1989, el 90% dels tàtars de Crimea (en tàtar de Crimea: qırımtatarlar, en singular: qırımtatar; en ucraïnès: Кримські татари, Krymski tàtary) vivien a l'Uzbekistan, on foren deportats el 1944. Avui, 250.000 tàtars de Crimea viuen a Crimea, uns 150.000 encara a l'Uzbekistan, uns 24.000 a Romania i uns 3.000 a Bulgària. També hi ha tàtars en punts propers a Crimea, a les óblasts de Kherson i Zaporíjia, d'acord amb el mapa lingüístic a dalt.
Es calcula que més de 5.000.000 d'habitants de Turquia són tàtars de Crimea descendents de les emigracions del segle xix i segle xx. D'aquests s'estima que uns 110.000 parlen encara la llengua.
És un dels idiomes en més greu perill d'extinció d'Europa.

## Dialectes i trets
Té tres dialectes: el del nord (Noğay) o de les estepes, procedent del Kiptxak-Nogai, el central (Orta yolaq), format del Kiptxak-Cuman i que és la parla literària, i el meridional (Yalıboylu), format de l'Oghuz. La llengua es diferencia del turc en els següents trets:
- Caiguda de h, p. ex. ava / hava (aire), saba / sabah (matí), muarrir / muharrir.
- Elisió de vocals tancades en posició inicial i mitjana de síl·laba, com a (i)lâc (medicina), (u)sta (mestre) i (u)rajay q(ı)rarım (hi aniré).
- La primera persona de singular en forma negativa amb les terminacions –mam i –mem, com yazmam (no escriuré).

Exemple de tàtar de Crimea amb traducció al català:
Savlıqman qal Tatarlıq, men ketem cenkke,
Atımıñ başı aylândı ahret betke.
Adéu, Tatària, me'n vaig a la guerra,
El cap del meu cavall ja ha girat cap al següent món.
(així comença un poema de Noman Çelebicihan, poeta i primer president de Crimea).